# جک ویجن
جک ویجن (انگلیسی: Jack Vidgen؛ زادهٔ ۱۷ ژانویهٔ ۱۹۹۷) خواننده-ترانه‌پرداز اهل استرالیا است. وی از سال ۲۰۱۱ میلادی تاکنون مشغول فعالیت بوده‌است. او به علت بردن پنجمین فصل استرالیاز گات تلنت شناخته می‌شود.